# Габрі Гарсія
Габрі Гарсія (ісп. Gabriel García de la Torre, нар. 10 лютого 1979, Сальєн) — іспанський футболіст, що грав на позиції півзахисника. По завершенні ігрової кар'єри — футбольний тренер. Натепер очолює футбольний клуб «Сабадель».
Виступав, зокрема, за клуби «Барселона» та «Аякс», а також національну збірну Іспанії та збірну Каталонії з футболу.
Дворазовий чемпіон Іспанії. Володар Суперкубка Іспанії з футболу. Дворазовий володар Кубка Нідерландів. Переможець Ліги чемпіонів УЄФА.

## Клубна кар'єра
Народився 10 лютого 1979 року в місті Сальєн. Вихованець футбольної школи клубу «Барселона».
У дорослому футболі дебютував 1997 року виступами за молодіжну команду рідного клубу — «Барселона Б», в якій провів три сезони, взявши участь у 73 матчах чемпіонату.
Своєю грою за другий склад привернув увагу представників тренерського штабу головної команди «Барселони», до складу якого приєднався 1999 року. Відіграв за каталонський клуб наступні сім сезонів своєї ігрової кар'єри. За цей час двічі виборював титул чемпіона Іспанії, ставав володарем Суперкубка Іспанії з футболу, переможцем Ліги чемпіонів УЄФА. Але після важкої травми, яку футболіст отримав у матчі з клубом «Реал Сарагоса» у вересні 2004 року, випав із основного складу, і у 2006 році клубне керівництво вирішило не продовжувати із ним контракт.
2006 року уклав контракт з клубом «Аякс» як вільний агент, у складі якого провів наступні чотири роки своєї кар'єри гравця. Більшість часу, проведеного у складі «Аякса», був основним гравцем команди. За цей час додав до переліку своїх трофеїв два титули володаря Кубка Нідерландів.
У 2010 році Габрі вирішив продовжити виступи на Близькому Сході, де впродовж року грав за катарський клуб «Умм-Салаль».
Після річного перебування в азійському клубі вирішив повернутися в Європу та підписав контракт із швейцарським клубом «Сьйон», де виступав до кінця 2011 року, провівши за клуб лише 5 матчів у національному чемпіонаті.
У 2012 році перейшов до іншого швейцарського клубу — «Лозанни», де й завершив професійну ігрову кар'єру у 2014 році.

## Виступи за збірні
1996 року дебютував у складі юнацької збірної Іспанії, взяв участь у 10 іграх на юнацькому рівні, відзначившись одним забитим голом.
Протягом 1999—2001 років залучався до складу молодіжної збірної Іспанії. На молодіжному рівні зіграв у 23 офіційних матчах, забив 3 голи. У складі збірної став переможцем чемпіонату світу серед молодіжних команд 1999 року.
2000 року захищав кольори олімпійської збірної Іспанії. У складі цієї команди провів 6 матчів, забив 3 голи.
2003 року дебютував в офіційних матчах у складі національної збірної Іспанії. Протягом кар'єри у національній команді, яка тривала усього 2 роки, провів у формі головної команди країни 7 матчів.
У складі збірної був учасником чемпіонату Європи 2004 року у Португалії.
Із 2000 до 2006 року виступав також за національну збірну Каталонії з футболу, провівши в її складі 4 матчі.

## Кар'єра тренера
Розпочав тренерську кар'єру відразу ж по завершенні кар'єри гравця, 2014 року, увійшовши до тренерського штабу клубу «Барселона Б». З початку 2015 року розпочав роботу в тренерському штабі молодіжної команди «Барселони». З 25 жовтня 2017 року Габрі Гарсія очолив свій колишній клуб «Сьйон». З грудня 2018 року Габрі Гарсія очолив андоррський клуб «Андорра», в якому працював до кінця 2019 року. У 2020—2021 роках Габрі очолював нижчоліговий іспанський клуб «Олот». У 2021—2022 роках колишній футболіст очолював клуб «Льєйда Еспортіу». У середині 2022 року Габрі Гарсія очолив іспанський клуб «Сабадель».

## Титули і досягнення
- Чемпіон Іспанії (2):

«Барселона»: 2004-05, 2005-06
- Володар Суперкубка Іспанії з футболу (1):

«Барселона»: 2005
- Володар Кубка Нідерландів (2):

«Аякс»: 2006-07, 2009-10
- Володар Суперкубка Нідерландів (2):

«Аякс»: 2006, 2007
- Переможець Ліги чемпіонів УЄФА (1):

«Барселона»: 2005-06
- Чемпіон світу з футболу (U-20): Нігерія, 1999
- Срібний призер олімпійських ігор: Сідней, 2000